# ألونسو دي مندوزا
ألونسو دي مندوزا (بالإسبانية: Alonso de Mendoza) هو عسكري إسباني، ولد في 1471 في جاروفايلاس دي الكونيتار في إسبانيا، وتوفي في 26 يونيو 1549 في Tipuani ‏ في بوليفيا.

## وصلات خارجية
- ألونسو دي مندوزا على موقع الموسوعة البريطانية (الإنجليزية)